# 남도국악방송
남도국악방송(南道國樂放送, Namdo Gugak Broadcasting System)은 대한민국 전통 및 창작 국악 보급 교육과 국악의 대중화를 위하여 2006년 7월 6일에 개국한 문화체육관광부 소관의 재단법인으로 대한민국 전라남도 서남부 지역의 국악 전문 공영 라디오 방송국이다.

## 방송국 개요
남도국악방송
- 위치: (58944) 전라남도 진도군 임회면 진도대로 3818, 국립남도국악원 내
- 개국: 2006년 7월 6일
- 방송권역
  - 일원: 목포
  - 일부: 진도, 해남, 신안, 강진, 영암

## 주요 사업
- 국악방송사업
- 국악방송프로그램의 제작보급
- 국악창작교육연구 및 각종 대중화사업

## 연혁

### 2000년대
- 2006 05.13 남도국악방송 시험방송 실시(FM 94.7㎒)
- 2006 07.06 남도국악방송 개국식 (FM 94.7㎒) 및 기념공연 “남도의 바람” (국립남도국악원 진악당)
- 2007 07.07 2007.05~06 남도국악방송 개국1주년 기념 ‘국악이 좋아요’ 특집공개방송 (진도향토문화회관 대극장)
- 2008 07.04 남도중계소 개소2주년 기념 <우면골 상사디야>특집 공개방송 "진도골, 날 좀 보소" (진도 향토문화회관 대공연장)

## 조직

### 사장
- 이사회
- 감사

### 방송본부
- 심의자료실
- 경영기획부
- 방송제작부
- 방송기술부
  - 방송망인프라팀
- 문화영상콘텐츠부
- 광주국악방송
- 대전국악방송

## 방송 송출 시설망
| 송신소        | 주파수    | 출력 | 송신소 위치                      | 방송구역&비고 |
| ------------- | --------- | ---- | -------------------------------- | --- |
| 대둔산 송신소 | FM 94.7㎒ | 500W | 전남 해남군 현산면 황산리 산1-16 | 목포시 일원, 해남군 일부, 장흥군 일부, 강진군 일부, 영암군 일부, 무안군 일부, 함평군 일부, 완도군 일부, 진도군 일부, 신안군 일부, 나주시 일부, 담양군 일부, 곡성군 일부, 구례군 일부, 보성군 일부, 화순군 일부, 영광군 일부, 장성군 일부, 광주광역시 일부 |

### 로고송
- 정겨운 노래가 들려요 흥겨운 장단에 춤춰요 당신의 미소가 번져요 사랑해요 국악방송[2]
- 어화둥둥 내 사랑 둥기둥 두덕 둥기둥 두덕 어화둥둥 내 사랑 사랑해요 국악방송[3]
- 음~ 랄라라 라라라~ 랄라라 라라라~ 랄라라라라 랄랄라 국악방송 사랑해~ 국악방송 사랑해~[4]

## 방송
- 매일 02:00 ~ 05:00 흐르는 음악처럼 [광주]
- 매일 05:00 ~ 07:00 김성필의 솔바람 물소리 [대전]
- 매일 07:00 ~ 09:00 이한철의 창호에 드린 햇살
- 매일 09:00 ~ 10:30(본) 00:00 ~ 01:30(재) 송지원의 국악산책
- 매일 10:30 ~ 11:00(본), 19:30 ~ 20:00, 01:30 ~ 02:00(재) 양준모의 당신을 위한 노래
- 월~금요일 11:00 ~ 12:00 한석준의 문화시대
- 토~일요일 11:00 ~ 12:00(본), 22:00 ~ 23:00(재) 은영선의 함께 걷는 길
- 매일 12:00 ~ 14:00 음악이 흐르는 마루 [전주]
- 월~금요일 14:00 ~ 16:00 바투의 상사디야
- 토~일요일 14:00 ~ 16:00 권미희,강길원의 온고을 상사디야
- 월~금요일 16:00 ~ 18:00 황민왕의 노래가 좋다
- 토~일요일 16:00 ~ 18:00 풍류가 좋다
- 매일 18:00 ~ 19:30 김보미의 맛있는 라디오
- 월~목요일 20:00 ~ 21:30 송현민의 FM국악당
- 매일 21:00 ~ 22:00 황인찬의 글과 음악의 온도
- 월~금요일 22:00 ~ 00:00 이세준의 음악이 좋은 밤
- 토~일요일 23:00 ~ 24:00 앙코르 고전, 지혜로 만나는 세계

## 참조
1. ↑  전남동부권 여수시, 순천시, 광양시, 고흥군 지역 제외
2. ↑  “보관된 사본”. 2016년 9월 27일에 원본 문서에서 보존된 문서. 2020년 6월 17일에 확인함.
3. ↑  http://skun.info/radio2011/play.php?url=http://cfile24.uf.tistory.com/original/184A134C4F0EE73913A37B 보관됨 2016-09-27 - 웨이백 머신, http://skun.info/radio2011/play.php?url=http://cfile1.uf.tistory.com/original/125C71344E6E783C231DD5 보관됨 2016-09-27 - 웨이백 머신
4. ↑  “보관된 사본”. 2016년 9월 27일에 원본 문서에서 보존된 문서. 2020년 6월 17일에 확인함.